# Donje Podotočje
Donje Podotočje je naselje u Zagrebačkoj županiji, kraj Velike Gorice. Susjeda naselja su Kuče i Rakitovec. Selo danas ima oko 375 stanovnika na površini od 3,10 km². Broj stanovnika u Donjem Podotočju neprekidno raste, što nam govori podatak da je 1991. godine imalo samo njih 164. Gustoća naseljenosti je oko 121 stanovnika po kvadratnom kilometru.
Selo je bilo djelomično poplavljeno tijekom Poplave Save u rujnu 2010.

## Stanovništvo
| broj stanovnika |       |       |       | 63    | 139   | 160   | 146   | 141   | 156   | 153   | 142   | 145   | 164   | 205   | 335   | 375   | 365   |
|                 | 1857. | 1869. | 1880. | 1890. | 1900. | 1910. | 1921. | 1931. | 1948. | 1953. | 1961. | 1971. | 1981. | 1991. | 2001. | 2011. | 2021. |